# Kapelle (Märxle)

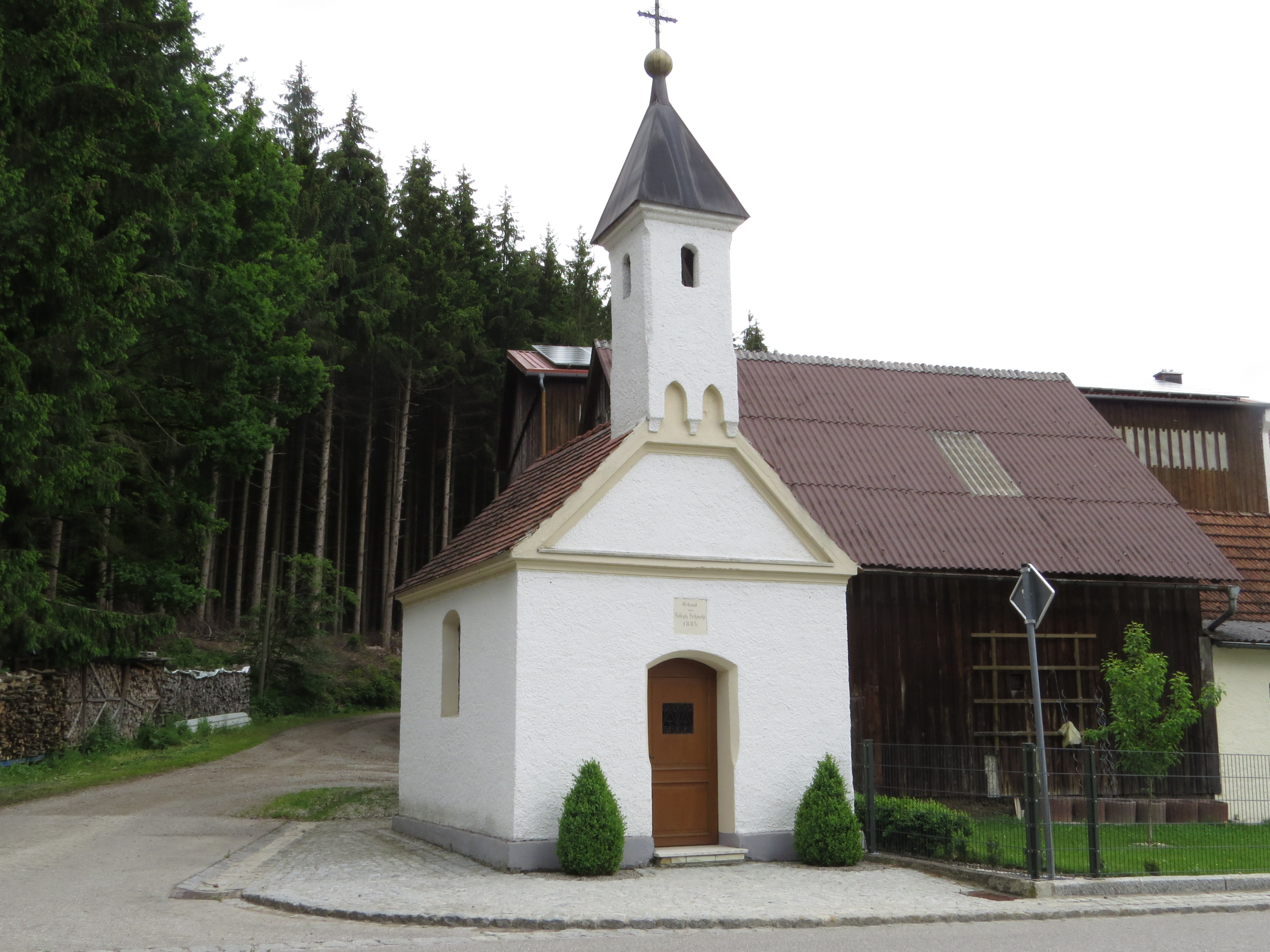
Kapelle in Märxle

Die römisch-katholische Kapelle befindet sich in Märxle, einem Ortsteil der Gemeinde Oberschönegg im Landkreis Unterallgäu (Bayern). Die im Jahr 1885 durch Joseph Schwehr, gemäß einer Inschrift auf einer Solnhofener Platte oberhalb des Eingangs, erbaute Kapelle steht unter Denkmalschutz.

## Beschreibung
Der nach Norden ausgerichtete Kapellenbau steht am Westende des Weilers, an der Straße nach Dietershofen. Die Apsis ist eingezogen und besitzt außen einen Fünfachtelschluss. Innen ist die Apsis jedoch rechteckig. Oberhalb des südlichen Giebels ist ein Dachreiter aufgesetzt. Dieser ist mit einem Zeltdach aus Blech gedeckt. Der Innenraum besitzt eine Flachdecke sowie einen neuromanischen Altar. Das gefasste Kruzifix aus Holz an der Westwand der Kapelle stammt aus der Zeit um 1700.